# 领霸鹟属
领霸鹟属（学名：Mitrephanes）是霸鹟科下的一个属。

## 下属物种
本属包括以下物种：
- 橄榄领霸鹟 Mitrephanes olivaceus Berlepsch & Stolzmann, 1894
- 领霸鹟 Mitrephanes phaeocercus (P.L.Sclater, 1859)